# Microcanthus strigatus
El stripey, Microcanthus strigatus, es una especie de chopa nativa del Océano Pacífico de Japón, Corea y China hasta Australia y el este del archipiélago de Hawái. Se puede encontrar en arrecifes y lagunas costeras a profundidades de 1 a 140 metros. Esta especie llega a crecer hasta 16 cm (6,3 plg) de largo. También son animales domésticos de acuario. Esta especie es la única conocida de su género.